# Katazome

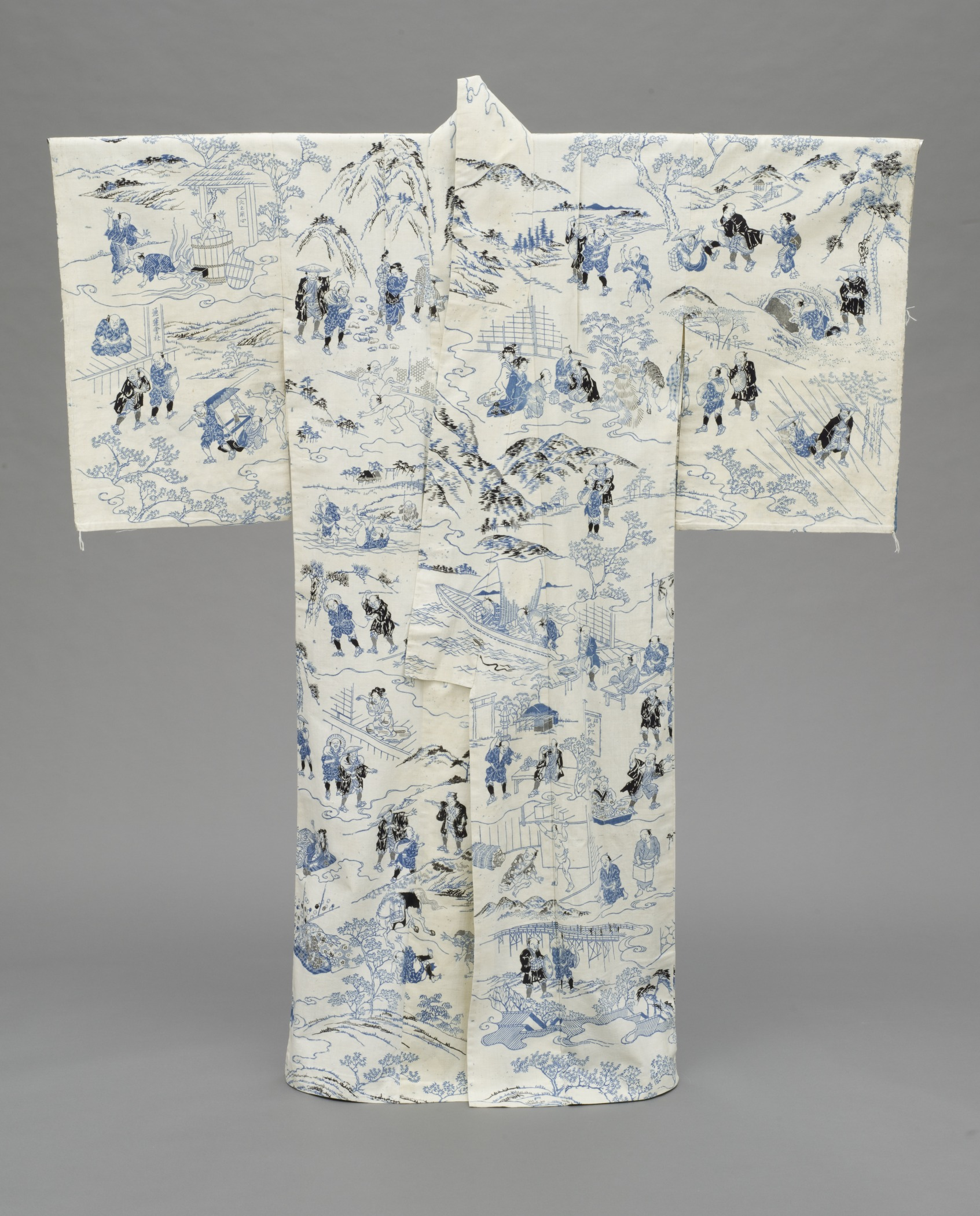
Ein mit Katazome-Technik gefärbter Sommerkimono aus dem frühen 19. Jahrhundert mit Szenen aus dem Roman „Hizakurige“ von Jippensha Ikku (Los Angeles County Museum of Art).

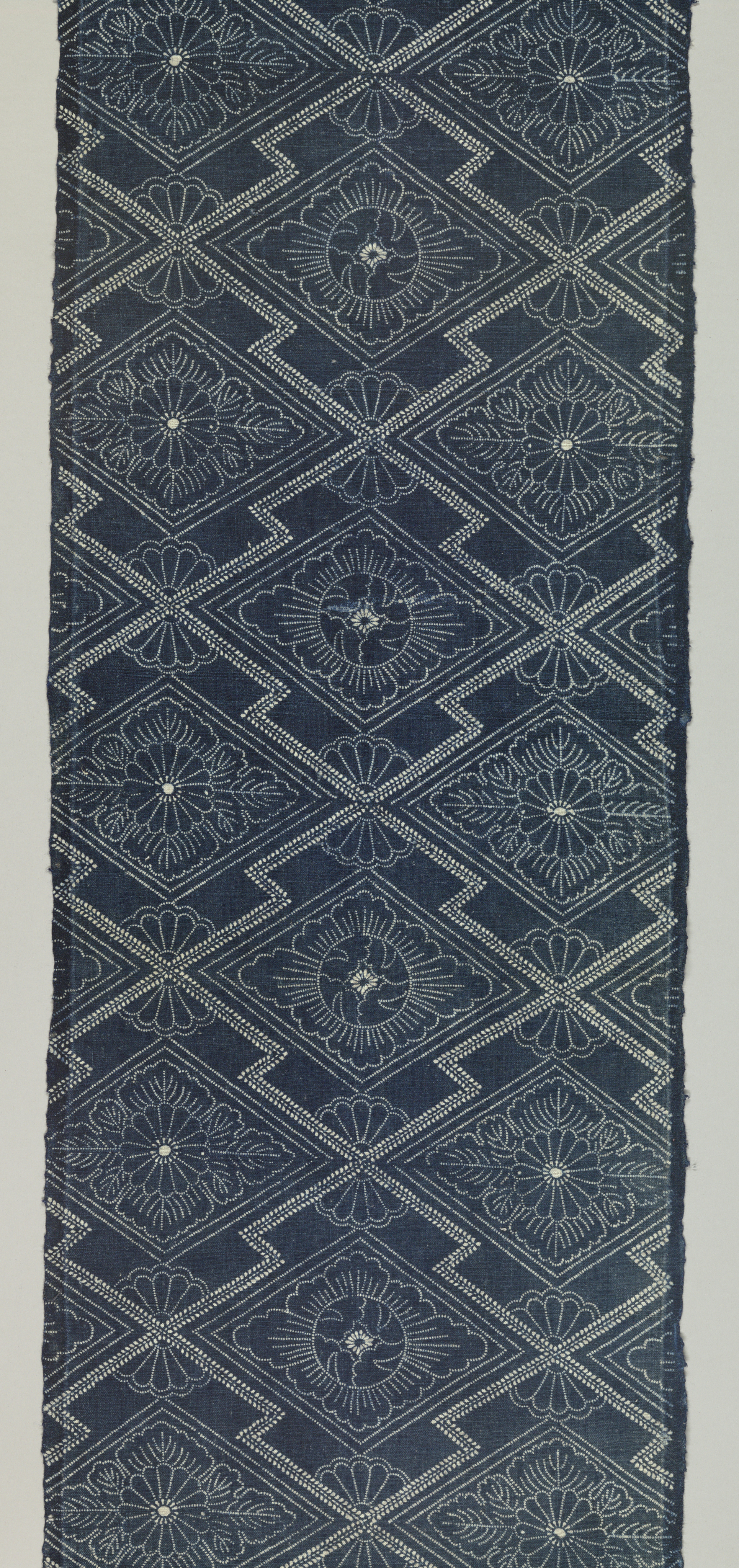
Stoffbahn mit sich wiederholendem Muster

Katazome (japanisch 型染め) ist ein traditionelles japanisches Verfahren zum Färben von Mustern auf Stoffen mit Hilfe von Schablonen.

## Verfahren
Die Schablonen werden Katagami genannt. Im Japanischen bedeutet das „Musterpapier“ (kata = Muster und gami = Papier). Die Schablonen wurden vor allem zum Bedrucken von Kimonostoffen entwickelt und verwendet. Im Gegensatz zum Yūzen werden Schablonen wiederholt verwendet, um ein sich wiederholendes Muster zu erzeugen.
Durch die Öffnungen der Schablone wird eine Pastenmischung – meist eine Reismehlmischung – auf den Stoff gedrückt. An den so bearbeiteten Stellen weist der Stoff die Farbe ab, die anschließend aufgetragen wird. Die Farbpigmente werden durch Handmalerei, Tauchfärbung oder beides auf den Stoff gebracht. Durch Bügeln wird der Farbstoff fixiert. Die farbabweisende Paste wird ausgewaschen.

## Geschichte
Um das 8. Jahrhundert wurden verschiedene Färbetechniken vom Kontinent nach Japan eingeführt, darunter auch Katazome, die Schablonenfärbung. Zunächst wurde Bienenwachs als Deckmittel verwendet. Während der Kamakura-Zeit wurde eine Technik aus China eingeführt. Dabei wurde eine Paste aus Sojabohnennudeln und gelöschtem Kalk als Deckmittel verwendet. Schließlich nutzte man in Japan eine Paste aus poliertem Reis als Deckmittel.
In Shosoin gibt es noch eine Papierschablone namens Hitokatsu. Darüber hinaus soll das Yoshitsune Kote des Kasuga Taisha-Schreins das älteste Relikt sein, das die gleiche Reispaste wie heute verwendet.
Katazome wurde zunächst als preiswerte und schnelle Alternative zu stark gemusterten gewebten Brokatstoffen eingesetzt. Im Laufe der Zeit entwickelte sich Katazome zu einer angesehenen, eigenständigen Faserkunstform.

## Verwendung
Neben Baumwolle wird Katazome auch zur Dekoration von Leinen, Seide und ganz oder teilweise synthetischen Stoffen verwendet.
Bei dünnen, im Katazome-Stil gefärbten Stoffen ist das Muster auf der Rückseite des Stoffes zu sehen, während dickere oder enger gewebte Stoffe in der Regel eine einfarbige Unterseite haben, typischerweise indigoblau bei Baumwollstoffen.
Futonbezüge aus mehreren Bahnen eines Katazome-Stoffes können, wenn die Schablonen richtig platziert und die Bahnen richtig zusammengefügt sind, ein nahtloses Schablonenmuster ergeben.

## Andere Färbetechniken
- Shibori
- Yūzen
- Tanmono

## Meister des Katazome-Färbens
- Serizawa Keisuke (1895–1984)
- Mika Toba (* 1961)
- Samirō Yunoki (1922–2024)